# Чхве Сун Хо
Чхве Сун Хо (кор. 최순호, нар. 10 січня 1962, Чхунджу) — південнокорейський футболіст, що грав на позиції нападника. По завершенні ігрової кар'єри — тренер. З 2016 року очолює тренерський штаб команди «Пхохан Стілерс».
Виступав, зокрема, за клуби «ПОСКО Атомс» та «Лакі-Голдстар», у складі яких по одному разу вигравав чемпіонат Південної Кореї, а також національну збірну Південної Кореї, у складі якої був учасником двох чемпіонатів світу.

## Клубна кар'єра
Народився 10 січня 1962 року в місті Чхунджу. Вихованець футбольної команди Університету Кванун.
У дорослому футболі дебютував 1983 року виступами за команду клубу «ПОСКО Атомс», в якій провів чотири сезони, взявши участь у 55 матчах чемпіонату. У складі «ПОСКО Атомс» був одним з головних бомбардирів команди, маючи середню результативність на рівні 0,38 голу за гру першості.
Своєю грою за цю команду привернув увагу представників тренерського штабу клубу «Лакі-Голдстар», до складу якого приєднався 1988 року. Відіграв за сеульську команду наступні два сезони своєї ігрової кар'єри.
Протягом 1991 років знову захищав кольори «ПОСКО Атомс».
Завершив професійну ігрову кар'єру у французькому клубі «Родез», за команду якого виступав протягом 1992—1993 років.

## Виступи за збірні
1981 року залучався до складу молодіжної збірної Південної Кореї. На молодіжному рівні зіграв у 10 офіційних матчах, забив 6 голів.
1980 року дебютував в офіційних матчах у складі національної збірної Південної Кореї. Того ж року поїхав з командою на тогорічний Кубок Азії, на якому з сімома забитими голами став найкращим бомбардиром турніру і допоміг своїй команді стати його фіналістом.
Згодом у складі збірної був учасником чемпіонату світу 1986 року в Мексиці і чемпіонату світу 1990 року в Італії.
Загалом протягом кар'єри у національній команді, яка тривала 12 років, провів у формі головної команди країни 97 матчів, забивши 34 голи.

## Кар'єра тренера
1999 року став тренером команди дублерів клубу «Пхохан Стілерс», а за рік очолив тренерський штаб головної команди пхоханського клубу, де пропрацював чотири роки.
Згодом також очолював команди клубів «Ульсан Хьонде Міпо Докйард» та «Канвон».
2016 року знову став головним тренером «Пхохан Стілерс».
| Дата       | Місто             | Господарі         | Результат             | Гості             | Турнір                     | Голи | Примітки |
| ---------- | ----------------- | ----------------- | --------------------- | ----------------- | -------------------------- | ---- | -------- |
| 23-8-1980  | Сеул              | Південна Корея    | 2 – 0                 | Малайзія          | Кубок Президента 1980      | -    | 45'      |
| 25-8-1980  | Чхунчхон          | Південна Корея    | 3 – 0                 | Індонезія         | Кубок Президента 1980      | 1    |          |
| 27-8-1980  | Теджон            | Південна Корея    | 4 – 0                 | Таїланд           | Кубок Президента 1980      | 1    |          |
| 29-8-1980  | Кванджу           | Південна Корея    | 5 – 0                 | Бахрейн           | Кубок Президента 1980      | -    | 45'      |
| 2-9-1980   | Сеул              | Південна Корея    | 2 – 0                 | Індонезія         | Кубок Президента 1980      | -    |          |
| 16-9-1980  | Ель-Кувейт        | Південна Корея    | 1 – 1                 | Малайзія          | Кубок Азії 1980 - 1-й етап | 1    | 45'      |
| 19-9-1980  | Ель-Кувейт        | Катар             | 0 – 2                 | Південна Корея    | Кубок Азії 1980 - 1-й етап | 1    |          |
| 21-9-1980  | Ель-Кувейт        | Кувейт            | 0 – 3                 | Південна Корея    | Кубок Азії 1980 - 1-й етап | 2    |          |
| 24-9-1980  | Ель-Кувейт        | Південна Корея    | 4 – 1                 | ОАЕ               | Кубок Азії 1980 - 1-й етап | 3    |          |
| 28-9-1980  | Ель-Кувейт        | Південна Корея    | 2 – 1                 | Північна Корея    | Кубок Азії 1980 - півфінал | -    |          |
| 30-9-1980  | Ель-Кувейт        | Кувейт            | 3 – 0                 | Південна Корея    | Кубок Азії 1980 - фінал    | -    |          |
| 8-3-1981   | Токіо             | Японія            | 0 – 1                 | Південна Корея    | Щорічний матч Корея-Японія | -    | 30'      |
| 21-4-1981  | Ель-Кувейт        | Південна Корея    | 2 – 1                 | Малайзія          | Відбір до ЧС 1982          | -    | 72'      |
| 24-4-1981  | Ель-Кувейт        | Південна Корея    | 5 – 1                 | Таїланд           | Відбір до ЧС 1982          | 2    |          |
| 29-4-1981  | Ель-Кувейт        | Кувейт            | 2 – 0                 | Південна Корея    | Відбір до ЧС 1982          | -    | 36'      |
| 18-2-1982  | Колката           | Індія             | 2 – 2                 | Південна Корея    | Кубок Неру 1982            | -    | 45'      |
| 20-2-1982  | Колката           | Уругвай           | 2 – 2                 | Південна Корея    | Кубок Неру 1982            | -    | 45'      |
| 1-3-1982   | Колката           | Південна Корея    | 1 – 1                 | КНР               | Кубок Неру 1982            | -    |          |
| 7-3-1982   | Багдад            | Ірак              | 3 – 0                 | Південна Корея    | товариський матч           | -    |          |
| 10-3-1982  | Багдад            | Ірак              | 1 – 1                 | Південна Корея    | товариський матч           | -    |          |
| 21-3-1982  | Сеул              | Південна Корея    | 3 – 0                 | Японія            | Щорічний матч Корея-Японія | 1    |          |
| 9-5-1982   | Бангкок           | Таїланд           | 0 – 3                 | Південна Корея    | Кубок Короля 1982          | -    | 46'      |
| 10-5-1982  | Бангкок           | Південна Корея    | 2 – 0                 | Індонезія         | Кубок Короля 1982          | 1    |          |
| 17-5-1982  | Бангкок           | Таїланд           | 0 – 0 д.ч. (4-3 п.п.) | Південна Корея    | Кубок Короля 1982          | -    |          |
| 7-6-1982   | Сеул              | Південна Корея    | 3 – 0                 | Індонезія         | Кубок Президента 1982      | 2    |          |
| 9-6-1982   | Пусан             | Південна Корея    | 1 – 0                 | Індія             | Кубок Президента 1982      | -    |          |
| 11-6-1982  | Кванджу           | Південна Корея    | 3 – 0                 | Бахрейн           | Кубок Президента 1982      | 1    | 22'      |
| 21-11-1982 | Нью-Делі          | Південна Корея    | 3 – 0                 | Південний Ємен    | Азійські ігри              | 2    | 46'      |
| 23-11-1982 | Нью-Делі          | Іран              | 1 – 0                 | Південна Корея    | Азійські ігри              | -    | 46'      |
| 25-11-1982 | Нью-Делі          | Японія            | 2 – 1                 | Південна Корея    | Азійські ігри              | -    |          |
| 6-3-1983   | Токіо             | Японія            | 1 – 1                 | Південна Корея    | Щорічний матч Корея-Японія | -    | 25'      |
| 8-6-1983   | Сеул              | Південна Корея    | 1 – 0                 | Нігерія           | Кубок Президента 1983      | -    |          |
| 12-6-1983  | Чонджу            | Південна Корея    | 3 – 0                 | Індонезія         | Кубок Президента 1983      | -    |          |
| 15-6-1983  | Сеул              | Південна Корея    | 1 – 0                 | Гана              | Кубок Президента 1983      | -    |          |
| 3-8-1983   | Гватемала (місто) | Гватемала         | 2 – 1                 | Південна Корея    | товариський матч           | -    | 45'      |
| 9-8-1983   | Сан-Хосе          | Коста-Рика        | 1 – 1                 | Південна Корея    | товариський матч           | -    |          |
| 3-6-1984   | Пусан             | Південна Корея    | 2 – 0                 | Гватемала         | Кубок Президента 1984      | -    | 46'      |
| 2-3-1985   | Катманду          | Непал             | 0 – 2                 | Південна Корея    | Відбір до ЧС 1986          | -    | 66'      |
| 10-3-1985  | Куала-Лумпур      | Малайзія          | 1 – 0                 | Південна Корея    | Відбір до ЧС 1986          | -    | 68'      |
| 6-4-1985   | Сеул              | Південна Корея    | 4 – 0                 | Непал             | Відбір до ЧС 1986          | -    |          |
| 19-5-1985  | Сеул              | Південна Корея    | 2 – 0                 | Малайзія          | Відбір до ЧС 1986          | -    | 76'      |
| 6-6-1985   | Теджон            | Південна Корея    | 3 – 2                 | Таїланд           | Кубок Президента 1985      | 1    |          |
| 8-6-1985   | Кванджу           | Південна Корея    | 3 – 0                 | Бахрейн           | Кубок Президента 1985      | 2    |          |
| 15-6-1985  | Сеул              | Південна Корея    | 2 – 0                 | Ірак              | Кубок Президента 1985      | 2    |          |
| 21-7-1985  | Сеул              | Південна Корея    | 2 – 0                 | Індонезія         | Відбір до ЧС 1986          | -    |          |
| 30-7-1985  | Джакарта          | Індонезія         | 1 – 4                 | Південна Корея    | Відбір до ЧС 1986          | 1    | 61'      |
| 26-10-1985 | Токіо             | Японія            | 1 – 2                 | Південна Корея    | Відбір до ЧС 1986          | -    |          |
| 3-11-1985  | Сеул              | Південна Корея    | 1 – 0                 | Японія            | Відбір до ЧС 1986          | -    |          |
| 13-12-1985 | Мехіко            | Південна Корея    | 2 – 0                 | Алжир             | Мексиканський турнір       | 1    | 73'      |
| 9-2-1986   | Гонконг           | Гонконг           | 0 – 2                 | Південна Корея    | Турнір Гонконга            | 1    |          |
| 16-2-1986  | Гонконг           | Південна Корея    | 1 – 3                 | Парагвай          | Турнір Гонконга            | -    |          |
| 2-6-1986   | Мехіко            | Аргентина         | 3 – 1                 | Південна Корея    | ЧС 1986 - 1-й етап         | -    |          |
| 10-6-1986  | Пуебла            | Південна Корея    | 2 – 3                 | Італія            | ЧС 1986 - 1-й етап         | 1    |          |
| 20-9-1986  | Пусан             | Південна Корея    | 3 – 0                 | Індія             | Азійські ігри              | 1    |          |
| 24-9-1986  | Пусан             | Південна Корея    | 0 – 0                 | Бахрейн           | Азійські ігри              | -    |          |
| 28-9-1986  | Пусан             | КНР               | 2 – 4                 | Південна Корея    | Азійські ігри              | -    |          |
| 1-10-1986  | Пусан             | Південна Корея    | 1 – 1 д.ч. (5-4 п.п.) | Іран              | Азійські ігри              | -    |          |
| 3-10-1986  | Сеул              | Індонезія         | 0 – 4                 | Південна Корея    | Азійські ігри              | 2    |          |
| 5-10-1986  | Сеул              | Південна Корея    | 2 – 0                 | Саудівська Аравія | Азійські ігри              | -    |          |
| 12-6-1987  | Пусан             | Південна Корея    | 1 – 0                 | США               | Кубок Президента 1987      | -    | 45'      |
| 14-6-1987  | Теджон            | Південна Корея    | 4 – 2                 | Таїланд           | Кубок Президента 1987      | -    | 46'      |
| 21-6-1987  | Сеул              | Південна Корея    | 1 – 1 д.ч. (5-4 п.п.) | Австралія         | Кубок Президента 1987      | -    | 46'      |
| 17-12-1987 | Куала-Лумпур      | Малайзія          | 0 – 1                 | Південна Корея    | Pestabola Merdeka 1987     | -    |          |
| 6-1-1988   | Доха              | Південна Корея    | 1 – 1 д.ч. (4-3 п.п.) | Єгипет            | Афро-Азійський Кубок 1988  | -    |          |
| 19-6-1988  | Сувон             | Південна Корея    | 4 – 0                 | Замбія            | Кубок Президента 1988      | 1    |          |
| 26-10-1988 | Токіо             | Японія            | 0 – 1                 | Південна Корея    | Щорічний матч Корея-Японія | 1    |          |
| 5-5-1989   | Сеул              | Південна Корея    | 1 – 0                 | Японія            | Щорічний матч Корея-Японія | -    |          |
| 23-5-1989  | Сеул              | Південна Корея    | 3 – 0                 | Сінгапур          | Відбір до ЧС 1990          | -    |          |
| 27-5-1989  | Сеул              | Південна Корея    | 3 – 0                 | Малайзія          | Відбір до ЧС 1990          | 1    |          |
| 5-6-1989   | Сінгапур          | Малайзія          | 0 – 3                 | Південна Корея    | Відбір до ЧС 1990          | -    |          |
| 13-8-1989  | Лос-Анджелес      | США               | 1 – 2                 | Південна Корея    | Кубок Marlboro 1989        | -    | 45'      |
| 13-10-1989 | Сінгапур          | Південна Корея    | 0 – 0                 | Катар             | Відбір до ЧС 1990          | -    | 46'      |
| 16-10-1989 | Сінгапур          | Південна Корея    | 1 – 0                 | Північна Корея    | Відбір до ЧС 1990          | -    |          |
| 20-10-1989 | Сінгапур          | КНР               | 0 – 1                 | Південна Корея    | Відбір до ЧС 1990          | -    |          |
| 25-10-1989 | Сінгапур          | Саудівська Аравія | 0 – 2                 | Південна Корея    | Відбір до ЧС 1990          | -    | 75'      |
| 4-2-1990   | Валлетта          | Південна Корея    | 2 – 3                 | Норвегія          | Кубок Rothmans             | -    |          |
| 15-2-1990  | Багдад            | Ірак              | 0 – 0                 | Південна Корея    | товариський матч           | -    | 45'      |
| 18-2-1990  | Каїр              | Єгипет            | 0 – 0                 | Південна Корея    | товариський матч           | -    |          |
| 12-6-1990  | Верона            | Бельгія           | 2 – 0                 | Південна Корея    | ЧС 1990 - 1-й етап         | -    | 39'      |
| 17-6-1990  | Удіне             | Південна Корея    | 1 – 3                 | Іспанія           | ЧС 1990 - 1-й етап         | -    |          |
| 21-6-1990  | Удіне             | Південна Корея    | 0 – 1                 | Уругвай           | ЧС 1990 - 1-й етап         | -    |          |
| 27-7-1990  | Пекін             | Південна Корея    | 2 – 0                 | Японія            | Кубок Династії 1990        | -    |          |
| 29-7-1990  | Пекін             | Південна Корея    | 1 – 0                 | Північна Корея    | Кубок Династії 1990        | -    |          |
| 31-7-1990  | Пекін             | Південна Корея    | 1 – 0                 | КНР               | Кубок Династії 1990        | -    | 45'      |
| 3-8-1990   | Пекін             | КНР               | 1 – 1 д.ч. (4-5 п.п.) | Південна Корея    | Кубок Династії 1990        | -    |          |
| 6-9-1990   | Сеул              | Південна Корея    | 1 – 0                 | Австралія         | товариський матч           | -    |          |
| 9-9-1990   | Пусан             | Південна Корея    | 1 – 0                 | Австралія         | товариський матч           | -    | 58'      |
| 23-9-1990  | Пекін             | Південна Корея    | 7 – 0                 | Сінгапур          | Азійські ігри              | -    | 70'      |
| 25-9-1990  | Пекін             | Пакистан          | 0 – 7                 | Південна Корея    | Азійські ігри              | -    | 66'      |
| 27-9-1990  | Пекін             | Південна Корея    | 2 – 0                 | КНР               | Азійські ігри              | -    | 57'      |
| 3-10-1990  | Пекін             | Південна Корея    | 0 – 1                 | Іран              | Азійські ігри              | -    |          |
| 11-10-1990 | Пхеньян           | Північна Корея    | 2 – 1                 | Південна Корея    | товариський матч           | -    | 74'      |
| 23-10-1990 | Сеул              | Південна Корея    | 1 – 0                 | Північна Корея    | товариський матч           | -    | 65'      |
| 7-6-1991   | Сеул              | Південна Корея    | 0 – 0                 | Єгипет            | Кубок Президента 1991      | 1    | 45'      |
| 11-6-1991  | Кванджу           | Південна Корея    | 1 – 1                 | Мальта            | Кубок Президента 1991      | -    | 45'      |
| 14-6-1991  | Сеул              | Південна Корея    | 0 – 0 д.ч. (4-3 п.п.) | Австралія         | Кубок Президента 1991      | -    | 45'      |
| 27-7-1991  | Нагасакі          | Японія            | 0 – 1                 | Південна Корея    | Щорічний матч Корея-Японія | -    |          |
| Усього     |                   | Матчів            | 97                    |                   | Голів                      | 34   |          |

## Титули і досягнення

### Командні
- Переможець Юнацького (U-19) кубка Азії: 1980
- Срібний призер Кубка Азії: 1980
- Переможець Азійських ігор: 1986
- Бронзовий призер Азійських ігор: 1990
- Чемпіон Південної Кореї (2):

«ПОСКО Атомс»: 1986
«Лакі-Голдстар»: 1990

### Особисті
- Найкращий бомбардир Кубка Азії:

1980 (7 голів, разом з Бехташем Фаріба)